# Casa a l'entrada del carreró de les Bruixes
La Casa a l'entrada del carreró de les Bruixes és una obra de Cervera (Segarra) protegida com a Bé Cultural d'Interès Local.

## Descripció
Casa entre mitgeres situada al costat de la plaça Major de Cervera, formant part del nucli antic del municipi. L'edifici consta de planta baixa, entresolat i tres plantes que sobresurten a tota l'amplada en forma de voladís tribuna aguantat amb bigues de fusta perpendiculars a la façana. La tercera planta està oberta en forma de galeria. Actualment està coberta amb planxes de fibrociment. La façana està arrebossada i hi ha alguns elements de pedra (brancals de porta i lloses de balcó).